# FC YPA
Il FC YPA è una società polisportiva finlandese di calcio e calcio a 5 con sede a Ylivieska.

## Storia
La società è figlia della defunta Ylivieskan Pallo rimasta attiva sino al 1973, la squadra è rinata sotto il nome di YPS ma per problemi di diritti sul nome è stata ribattezzata YPa; l'attuale nome è in uso dal 1999. Dalla stagione 2008-09 il club è impegnato anche nella Futsal-liiga, prima divisione del campionato nazionale di calcio a 5, che disputa con la denominazione Sievi Futsal (dal nome della vicina Sievi che ospita le partite interne).

## Rosa 2008-2009
| N. |                      | Ruolo | Calciatore        |
| -- | -------------------- | ----- | ----------------- |
| 1  | Finlandia (bandiera) | P     | Toni Soini        |
| 2  | Finlandia (bandiera) | G     | Veli-Pekka Somero |
| 3  | Finlandia (bandiera) | P     | Antti Kukkola     |
| 4  | Finlandia (bandiera) | G     | Tuomo Marjakangas |
| 5  | Finlandia (bandiera) | G     | Kari Junno        |
| 6  | Finlandia (bandiera) | G     | Aki Vähäsöyrinki  |
| 7  | Finlandia (bandiera) | G     | Joni Pakola       |
| 8  | Finlandia (bandiera) | G     | Arto Alasuutari   |
| 9  | Finlandia (bandiera) | G     | Hannu Honkala     |

| N. |                      | Ruolo | Calciatore     |
| -- | -------------------- | ----- | -------------- |
| 10 | Finlandia (bandiera) | G     | Henri Heikkilä |
| 11 | Finlandia (bandiera) | G     | Anssi Partala  |
| 12 | Finlandia (bandiera) | P     | Miikka Isosalo |
| 13 | Finlandia (bandiera) | G     | Mikael Nivala  |
| 14 | Finlandia (bandiera) | G     | Dragan Pejic   |
| 16 | Finlandia (bandiera) | G     | Jani Harja     |
| 20 | Finlandia (bandiera) | G     | Ville Saxman   |
| 21 | Finlandia (bandiera) | G     | Tomi Honkala   |